# Maria Chiara Carrozza
Maria Chiara Carrozza (Pisa, 16 de setembre de 1965) és una enginyera i política italiana. Va ser Ministra d'Educació, Universitats i Recerca entre el 28 d'abril de 2013 i febrer de 2014.

## Biografia
Maria Chiara Carrozza va acabar els estudis de grau en Física a la Universitat de Pisa, Itàlia l'any 1999 i va finalitzar el seu doctorat en enginyeria a l'Scuola Superiore Sant'Anna (SSSA) al 1994.
És catedràtica d'enginyeria robòtica i biomèdica per l'Scuola Superiore Sant'Anna (SSSA) des de novembre de 2006. En el període de 2007 fins a 2013 va ser rectora de la mateixa universitat.
Al 2013 va ser elegida membre del Parlament Italià i exerci el càrrec fins al 2018. El 28 d'abril de 2013 va ser nomenada Ministra d'Educació i Recerca, i ho fou fins al febrer de 2014. De març de 2014 fins al maig del mateix any va ser membre del Comitè de activitats productives, comerç i turisme al Parlament italià; des del juny de 2014 ha estat membre del Comitè d'assumptes exteriors al Parlament.
Té responsabilitats científiques i de coordinació en diversos projectes de recerca nacionals i internacionals. La seva recerca se centra en l'enginyeria de la rehabilitació, robòtica portable, mans cibernètiques, dispositius robòtics per reemplaçar i augmentar extremitats superiors i inferiors i sensors tàctils. Actualment coordina un grup de 30 persones, incloent investigadors post-doctorals, doctorants, estudiants i d'altres professors. És autora de més de 80 articles científics i ha fet més de 120 contribucions a congressos. Te també 12 patents.